# Derventio (Little Chester)
Derventio fou un petit poble de la província romana de Britànnia. Avui en dia és conegut com a Little Chester, als afores de Derby, al comtat anglès de Derbyshire.

## Descripció
La primera fortificació romana de la zona va ser construïda a la banda oposada del riu Deerwent, al Strutts Park. Va ser reemplaçada cap al 80 aC per una fortificació en el lloc actual, però aquesta només va durar uns quaranta anys. Una tercera fortificació va ser erigida a mitjans del segle II annexa a un suburbi de ceramistes i treballadors del ferro a l'assentament romà de Racecourse, a l'est. També hi havia un cementiri. Els militars van abandonar la zona el segle iii.
La palissada i els elements defensius van ser remodelats i es van construir portes de pedra. Els edificis interiors van ser demolits i un assentament civil va créixer juntament amb la corresponent zona industrial. De nou, això només va durar uns vint-i-cinc anys. El lloc va romandre desocupat fins a finals del segle iii, quan una muralla de pedra va ser construïda al voltant del poble; llavors els residents van tornar. No va arribar a superar el segle iv.
La moderna Old Chester Road bisecciona el lloc de la fortificació, i en el segle xix estava tallat en dos per una línia del Midland Railway.

## Història

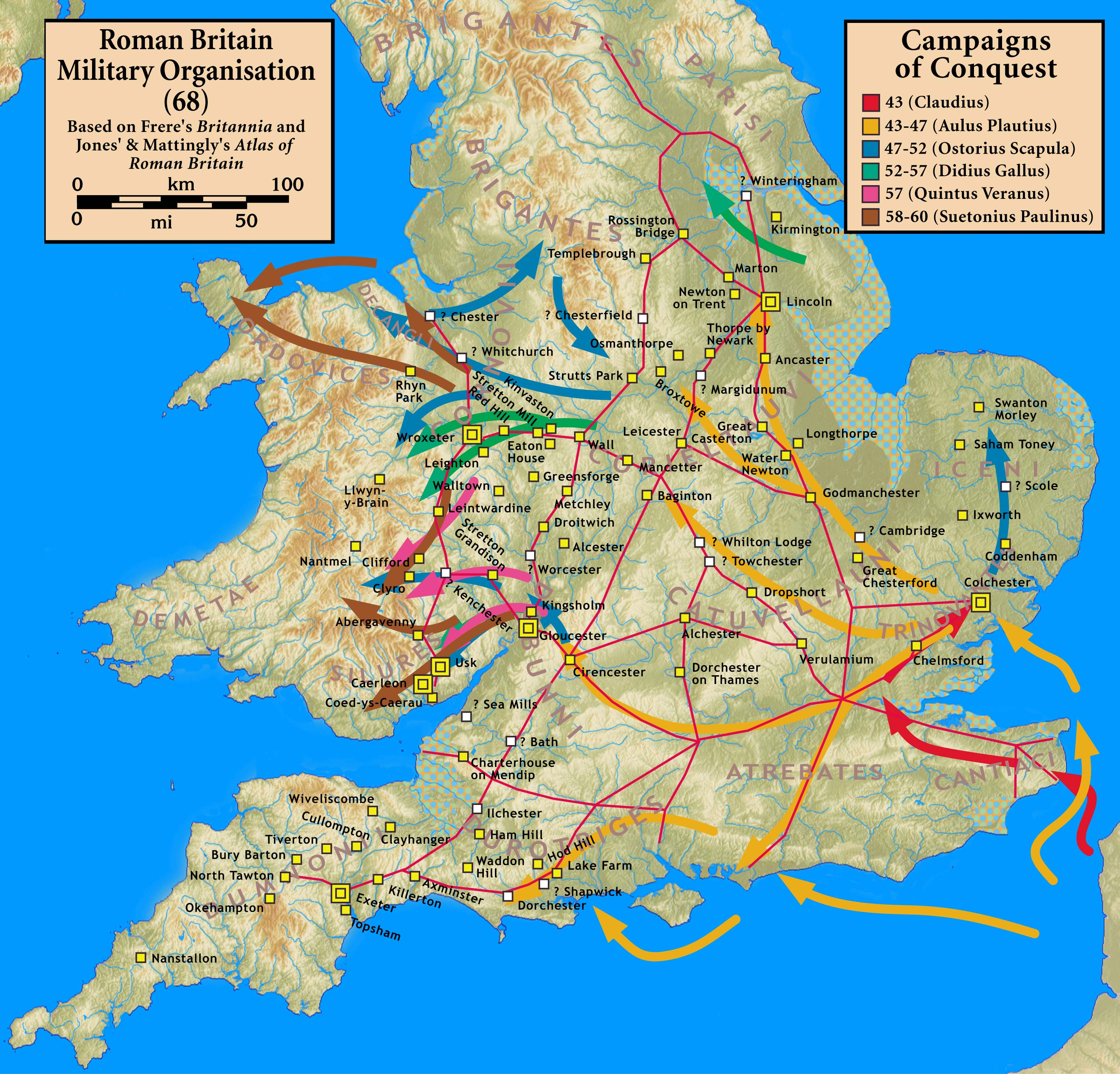
Les campanyes de Publi Ostori Escapula

La zona de Derbyshire estava ocupada durant aquells temps per una tribu coneguda com els cornovii. En els anys 46-47 l'Exèrcit romà, comandat pel governador Aule Plauci, ja havia ocupat molt probablement les terres al sud del riu Trent, per la qual cosa el 50 aC ja era la línia del front. Hi ha poques fonts escrites d'aquesta època, per la qual cosa els historiadors depenen molt de les excavacions arqueològiques. A les darreries de l'any 47 el nou governador de Britànnia, Publi Ostori Escapula, va començar una campanya contra les tribus de les muntanyes de l'oest (actual Gal·les) i la plana de Chesire. Durant aquests temps la fortificació romana de Strutt's Park era una de les noves fortificacions construïdes al voltant de la nova carretera que anava de Wroxeter a Rossington.
La campanya per a conquerir les muntanyes de Gal·les va continuar sota la governació de Quint Verani i el seu successor Gai Suetoni Paulí, però la funció de Strutt's Park era mantenir la pau. Al voltant de l'any 74 les terres del nord del riu Mersey van esdevenir poc estables, ja que la reina Cartimandua va demanar assistència romana per poder derrotar una rebel·lió. L'any 78, Gneu Juli Agrícola, famós per la seva biografia que fou escrita pel seu gendre Tàcit, fou nomenat governador. Va consolidar les fortificacions, va millorar la infraestructura viària i va comandar diverses campanyes prou conegudes avui en dia: va reconquerir Gal·les del Nord l'any 78 i va conquerir els brigants i els parisii (actual est de Yorkshire) l'any 79, completant l'annexió del que actualment és el nord d'Anglaterra. Strutt's Park va ser abandonat l'any 80, quan es va construir Derventio.
Derventio va estar ocupat durant 40 anys, fins al 120 dC. Per posar-ho en context, l'emperador Hadrià va visitar Britànnia aquest mateix any i va ordenar la construcció del que es coneix com el mur d'Hadrià. Tot i que Britànnia sempre havia tingut una gran guarnició, el focus s'havia traslladat ara a la producció industrial. Derby produïa ceràmica i tenia accés a les mines de plom al nord del Districte de Peak, i més tard va esdevenir un centre de treball de metalls. Això continuà durant els següents 200 anys.